# The General Strike
The General Strike es nombre del noveno álbum de estudio de la banda de punk rock estadounidense Anti-Flag. 
Se publicó en marzo de 2012, y es el segundo lanzamiento del grupo con la discográfica SideOneDummy.

## Lista de canciones
1. "Controlled Opposition" – 0:22
2. "The Neoliberal Anthem" – 3:18
3. "1915" – 2:52
4. "This Is The New Sound" – 2:46
5. "Bullshit Opportunist" – 2:36
6. "The Ranks of The Masses Rising" – 2:29
7. "Turn a Blind Eye" – 1:19
8. "Broken Bones" – 3:01
9. "I Don't Wanna" – 2:27
10. "Nothing Recedes Like Progress" – 2:18
11. "Resist" – 1:02
12. "The Ghosts of Alexandria" – 2:54

## Personal
- Justin Sane – voz y guitarra
- Chris Barker "Chris #2" – bajo y voz
- Chris Head – guitarra
- Pat Thetic – batería